# John Richard Darley

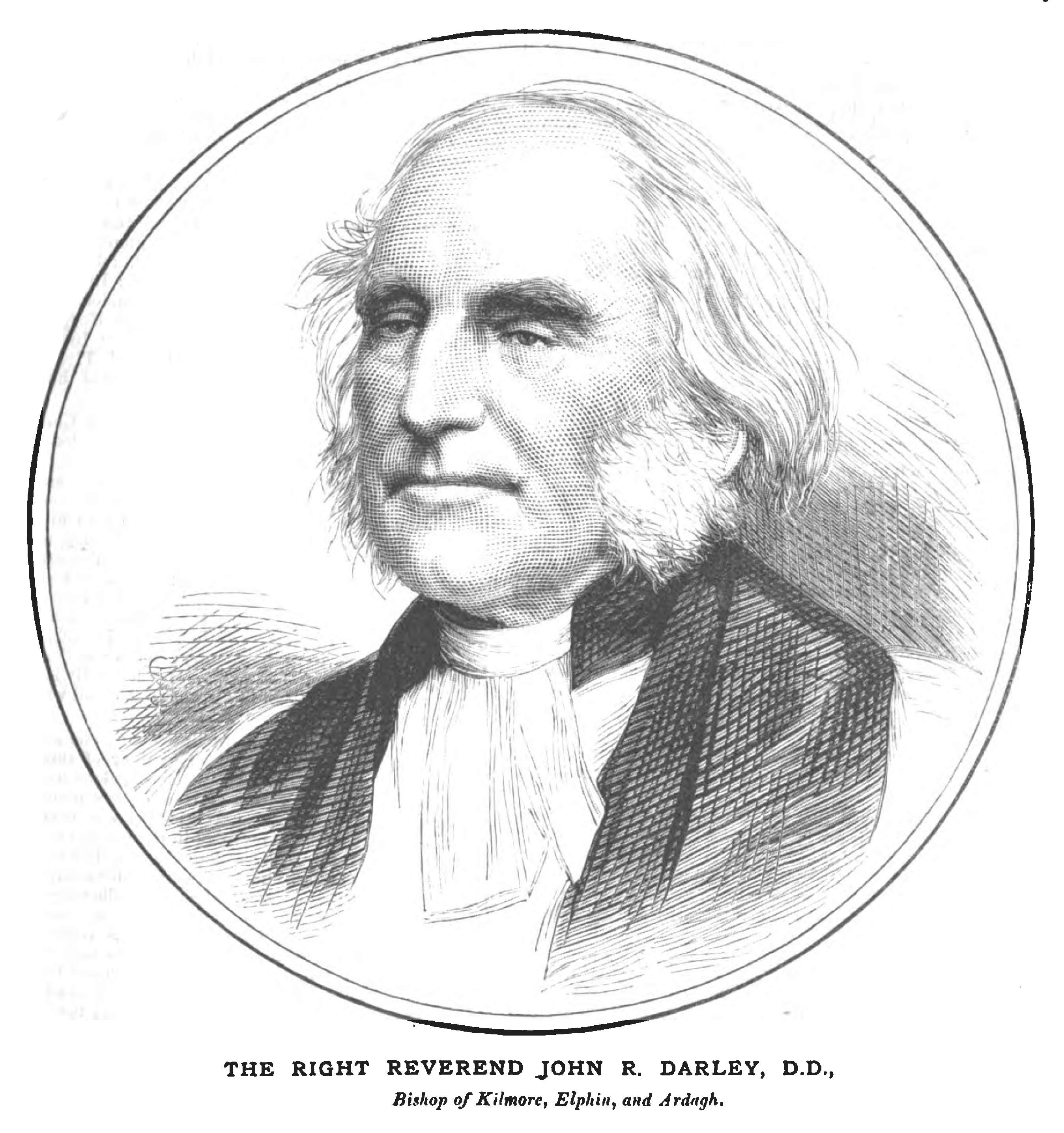
John Richard Darley

John Richard Darley (* 1799 in Fairfield, County Monaghan; † 20. Januar 1884) war ein anglikanischer Bischof.
John Richard Darley wurde 1799 als Sohn von Frederick Darley geboren. Er besuchte das Trinity College in Dublin. 1826 erhielt er seine Priesterweihe und wurde zum Direktor der Dundalk Grammar School ernannt, 1831 zum Direktor der Royal School Dungannon. 1866 wurde er Erzdiakon von Ardagh. Als im Juli 1874 Thomas Carson, der Bischof von Kilmore, Elphin und Ardagh, starb, wurde Darley im September zu seinem Nachfolger gewählt und erhielt im darauffolgenden Monat seine Bischofsweihe.
Darley war seit 1851 mit der ältesten Tochter von John Plunket, der Schwester des Erzbischofs von Dublin verheiratet.

## Veröffentlichungen
- The Grecian drama: a treatise on the dramatic literature of the Greeks (1840)